# كوادو بوكو
كوادو بوكو (بالإنجليزية: Kwadwo Poku)‏ (10 يوليو 1992 بكوماسي في غانا - ) هو لاعب كرة قدم غاني في مركز الوسط. شارك مع منتخب غانا لكرة القدم. أما مع النوادي، فقد لعب مع نادي نيويورك سيتي وWilmington Hammerheads FC ‏ وجورجيا ريفولوشن وأتلانتا سيلفرباكس.

## وصلات خارجية
- كوادو بوكو على موقع الدوري الأمريكي (الإنجليزية)
- كوادو بوكو على موقع قاعدة بيانات كرة القدم.إي يو (الإنجليزية)
- كوادو بوكو على موقع ناشيونال فوتبول تيمز (الإنجليزية)
- كوادو بوكو على موقع Soccerbase.com (لاعب) (الإنجليزية)
- كوادو بوكو على موقع Soccerway.com (الإنجليزية)
- كوادو بوكو على موقع عالم كرة القدم.نت (الإنجليزية)
- كوادو بوكو على موقع AS.com (الإسبانية)